# Кринидес
Кринидес (грч. Κρηνίδες) је насељено место у општини Кавала у периферији Источна Македонија и Тракија, Грчка. Према попису из 2021. године било је 2.925 становника. У близини Кринидеса се налази антички град Филипи.
Према бугарском географу и историчару, Василу Канчову, у Кринидесу је 1900. године живело 480 Турака. Године 1924. турско становништво је принудно исељено у Турску а на њихово место су насељене грчке избегличке породице из Турске, којих је на попису из 1928. било 672. Село се раније звало Рахче.